# Solstice (US-amerikanische Band)
Solstice (engl. Sonnenwende) ist eine US-amerikanische Death-Metal-Band. Sie wurde 1990 gegründet und veröffentlichte zwei Alben bei Steamhammer Records. Gründungsmitglied Alex Marquez war ebenfalls der Schlagzeuger der Death-Metal-Band Malevolent Creation auf zwei Alben zwischen 1992 und 1993. Gitarrist Rob Barrett war von 1993 bis 1996 Mitglied von Cannibal Corpse und spielte auch auf ihrem Album Kill von 2006 und Evisceration Plague von 2009.

## Geschichte
Die Band wurde im Jahre 1990 von Gitarrist Dennis Munoz, Schlagzeuger Alex Marquez und Sänger/Gitarrist Rob Barrett (Cannibal Corpse, ex-Malevolent Creation, Hateplow) gegründet. Im Jahre 1991 nahmen sie ihre erste Demo auf, die von Jim Morris produziert wurde. Im Jahre 1992 wurde ihr Debütalbum Solstice, welches anfangs noch The Sentencing hieß, aufgenommen. Aufgrund interner Probleme löste sich die Band jedoch im Folgejahr auf. Barrett und Marquez spielten währenddessen bei der Band Malevolent Creation. Im Jahre 1994 spielten Munoz und Marquez in der Hardcore-Band Anger. Im Jahre 1995 vereinte sich Solstice wieder mit einem neuen Line-Up. Das zweite Album Pray wurde im selben Jahr veröffentlicht, jedoch trennte sich die Band kurz danach wieder. Solstice fanden sich erneut im Jahre 2008 zusammen und veröffentlichten ihr drittes Album To Dust im Jahre 2009.

## Stil
Der Klang der Werke wird als eine Mischung aus Thrash Metal und Death Metal beschrieben, für die der Gebrauch schnell gespielter Blastbeats besonders charakteristisch ist.

## Diskografie
- Demo 1991 (Demo, 1991)
- Solstice (Album, 1992)
- Pray (Album, 1995)
- To Dust (Album, 2009)
- Casting the Die (2021)